# Keni Styles
Keni Styles (nacido el 27 de mayo de 1981) es un ex-actor porno británico de ascendencia tailandesa.

## Carrera
Estuvo activo en películas pornográficas desde agosto de 2006 y se retiró en 2015. Primero encontró trabajo estable en Europa del Este, mudándose a Praga y Budapest para mudarse. En enero de 2010, se mudó a Los Ángeles. Algunos lo consideran la primera estrella porno heterosexual asiática masculina en la pornografía estadounidense. En julio de 2015, Styles anunció su retiro de la industria pornográfica en su blog, KeniCamz.

## Vida personal
Nació de una madre soltera que era trabajadora sexual en Tailandia. Se mudaron a Reino Unido cuando se casó con un ciudadano británico. Cuando terminó el matrimonio, ella regresó a Tailandia, dejando a Styles en un orfanato, donde vivió hasta la edad de 16 años. Después de vivir varios años en una casa a mitad de camino, comenzó a boxear y se unió el ejército británico y sirvió en Irlanda del Norte Bosnia, Kosovodos e Irak dos veces durante sus siete años de servicio activo. Después de abandonar el ejército, ingresó a la industria de la pornografía, iniciando en una compañía llamada «Superman Stamina».

## Premios
| Año  | Premios              | Título                         | Resultados |
| ---- | -------------------- | ------------------------------ | ---------- |
| 2006 | UK Adult Film Awards | Mejor recién llegado masculino | [ 1 ]      |
| 2007 | UK Adult Film Awards | Mejor actor de reparto         | [ 2 ]      |
| 2008 | Erotic Awards        | Premios eróticos               | [ 3 ]      |
| 2011 | XBIZ Award           | Actuación masculina del año    | [ 4 ]      |
| 2011 | AVN Awards           | Artista Masculino del Año      | [ 5 ]      |